# 激流河
激流河（其蒙古语、俄语名为汉语转音）也称贝尔茨河，位于中国内蒙古自治区东北部，是额尔古纳河右岸支流，古称牛耳河、牛尔河（鄂伦春语：  Nuxtəən dɔɔn；牛耳由“牛勒”音转而来，意为“水大流急的河”）或尼约河，今上游仍用此名，发源于根河市东部大兴安岭西北麓稚鸡场山西麓三望山附近，蜿蜒向西北流至根河金河镇牛耳河村（原牛耳河镇）左纳金河后转东北流，至满归镇附近的敖鲁古雅鄂温克民族乡（旧址）右纳敖鲁古雅河后转西南流，进入额尔古纳市境内，于奇乾乡黄火地东南左纳安格林河后转西北流，至奇乾乡古林子西南汇入额尔古纳河。河长468千米，流域面积1.67万平方千米。年均径流量30.86亿立方米。激流河流域上中游拥有原始森林面积145.7万公顷，森林覆盖率73.6%；下游为原生态森林草原区，保持着原始生态景观，河道宽浅，多沼泽地。流域内还蕴藏有丰富的铅、煤、锌、石灰石、金等矿藏。

## 名称
激流河今名源于其支流满归河，系通古斯语，但金河、满归河汇入之前的上游仍保留了清代称呼牛尔河。布里亚特学者宝拉德（ᠷᠠᢐᠨᠠ᠋ ᠶᠢᠨ
ᠪᠣᠯᠣᠳ）认为，蒙兀得名于此，是通古斯人对蒙兀先民的称呼被蒙兀先民接受的结果，且在早期蒙语中读作“Manggul”。